# Guilda de São Lucas

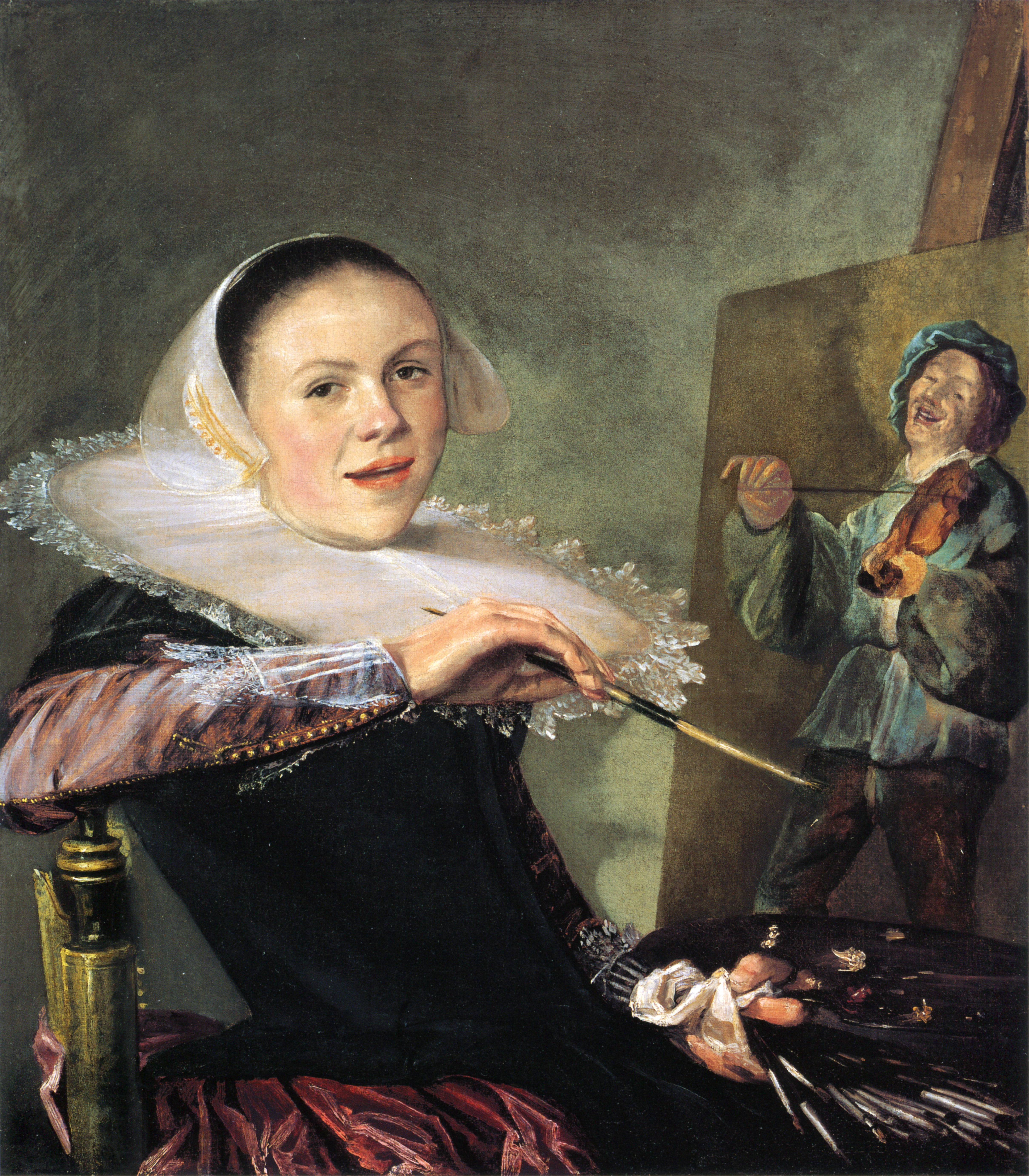
Judith Leyster, a primeira mulher a participar da Guilda, em 1633

A Guilda de São Lucas foi a mais famosa guilda de pintores e outros artistas no início da Europa moderna, especialmente nos Países Baixos. O nome é uma homenagem a um dos Evangelistas, São Lucas, o santo padroeiro dos artistas, que supostamente pintou a Virgem, de acordo com João Damasceno.

## Histórico
A Guilda de São Lucas não só representava pintores, escultores e outros artistas visuais, mas também (especialmente no século XVII), comerciantes, amadores e amantes da arte. Quando ela foi formada, distinções foram criadas para a distinguir de outras guildas, que até então eram formadas não apenas de artistas, mas também de tecelões, decoradores e até mesmo pintores de casas. Embora não tenha se tornado um grande centro de arte até o século XVI, Antuérpia foi a primeira cidade a ter uma Guilda de São Lucas, em 1382. Em Bruges, o primeiro registro é de 1453. Em Florença, na Itália, não havia uma Guila de São Lucas per se. Contudo, em Roma, a Accademia di San Luca, fundada por Federico Zuccaro refletia de forma mais moderna a noção de academia e não mais a típica estrutura medieval de guildas. A mudança na representação profissional aconteceu em uma época em que a arte visual se tornava uma arte menos mecânica e utilitária. As novas academias começaram a oferecer ensino de desenho e teoria artística.
A elevação do status dos artistas no final do século XVI, que ocorreu na Itália, ecoou nos Países Baixos. Eles começaram a participar mais em sociedades literárias e humanistas. A Guilda de São Lucas em Antuérpia foi importante nesse processo, quando se associou a
Violieren (grupo literário e de teatro). Nessa época, faziam parte da guilda Pieter Bruegel, Frans Floris, Cornelis Floris e Hieronymus Cock. Os dois grupos se uniram na fundação da Academia de Antuérpia, em 1663.
As regras da Guilda variavam. Havia uma época inicial de aprendizado e depois o artista podia assinar os quadros e trabalhar para qualquer membro da guilda. Depois, o artista podia vender seus próprios quadros e formar seu próprio ateliê. Antuérpia era uma das poucas cidades onde mulheres, como Caterina van Hemessen faziam parte. Judeus não podiam fazer parte da guilda.
No século XVII, as guildas começaram a desaparecer. Havia uma tensão entre os membros das guildas e outros artistas vindos de outros países para trabalhar nas cortes. O monopólio das guildas foi eventualmente removido.